# 塔梅尔·哈桑
塔梅尔·哈桑（英語：Tamer Hassan；1968年3月18日—）是一位英国演员，其出名的电影是《The Football Factory》（2004年）、《Layer Cake》（2004年）

## 生平
塔梅尔·哈桑在1968年出生于伦敦的新十字区的土耳其裔塞浦路斯人家庭。
10岁开始学习拳击，17岁开始参加业余拳击比赛，并且还在比赛中获得冠军。在比赛中受伤后隐退，并在饭店等地方工作。
之后进入影坛，在电影《The Calcium Kid》拍摄之前，其就开始出演一些影视作品中的角色。
在2016年，他在《权力的游戏》第六部中饰演 Khal Forzo
他有两个孩子，儿子是足球运动员，女儿在电视剧《Love Island》第五季中露面。
其的一些家庭成员在2023年土耳其-叙利亚地震中丧生，他对此很难过，并且参与了一场募捐活动。

## 外部連結
- 塔梅尔·哈桑在互联网电影资料库（IMDb）上的資料（英文）
- 豆瓣链接 （页面存档备份，存于）